# Rectificadora

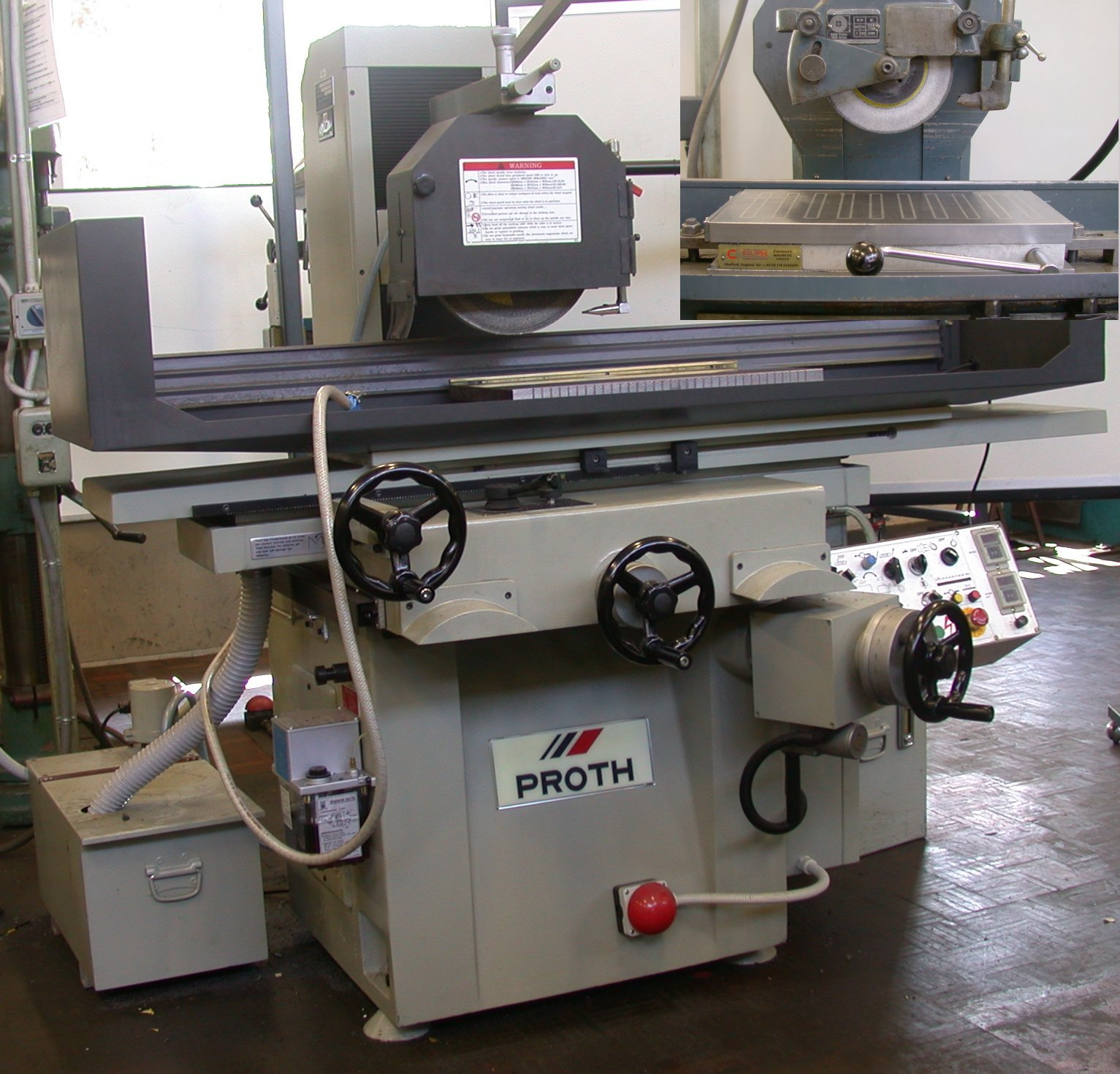
Rectificadora planadora plana.

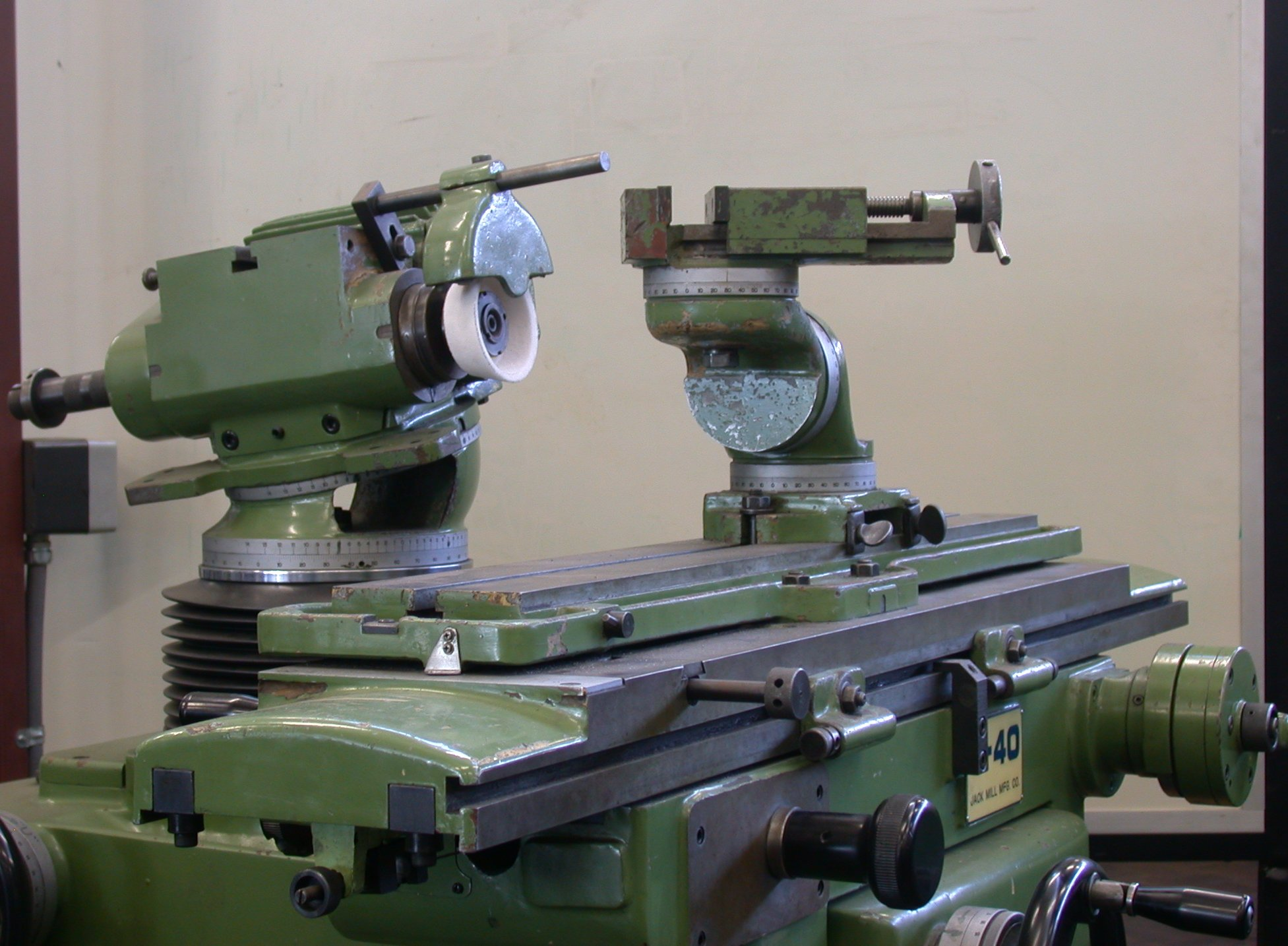
Rectificadora esmoladora d'eines de tall.

Una rectificadora és una màquina eina, utilitzada per aconseguir mecanitzats de precisió tant en dimensions com en acabat superficial, de vegades a una operació de rectificació és seguida d'unes altres de poliment i lapidatge.
Les peces que es rectifiquen són principalment d'acer endurit mitjançant tractament tèrmic, utilitzant discs abrasius robusts, anomenats moles. Les parts de les peces que se sotmeten a rectificació han estat mecanitzades prèviament en altres màquines eines abans de ser endurides per tractament tèrmic i s'ha deixat només un petit excedent de material perquè la rectificadora el pugui eliminar amb facilitat i precisió.
La rectificació, poliment i lapidatge també s'aplica en la fabricació de vidres per lent s.

## Tipus

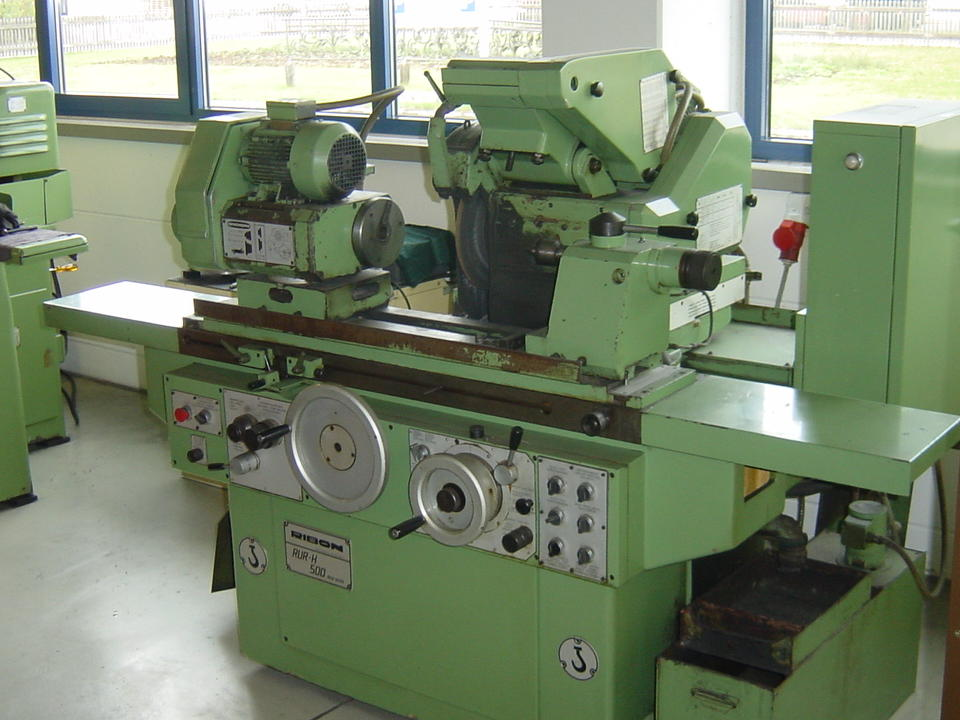
Rectificadora cilíndrica.

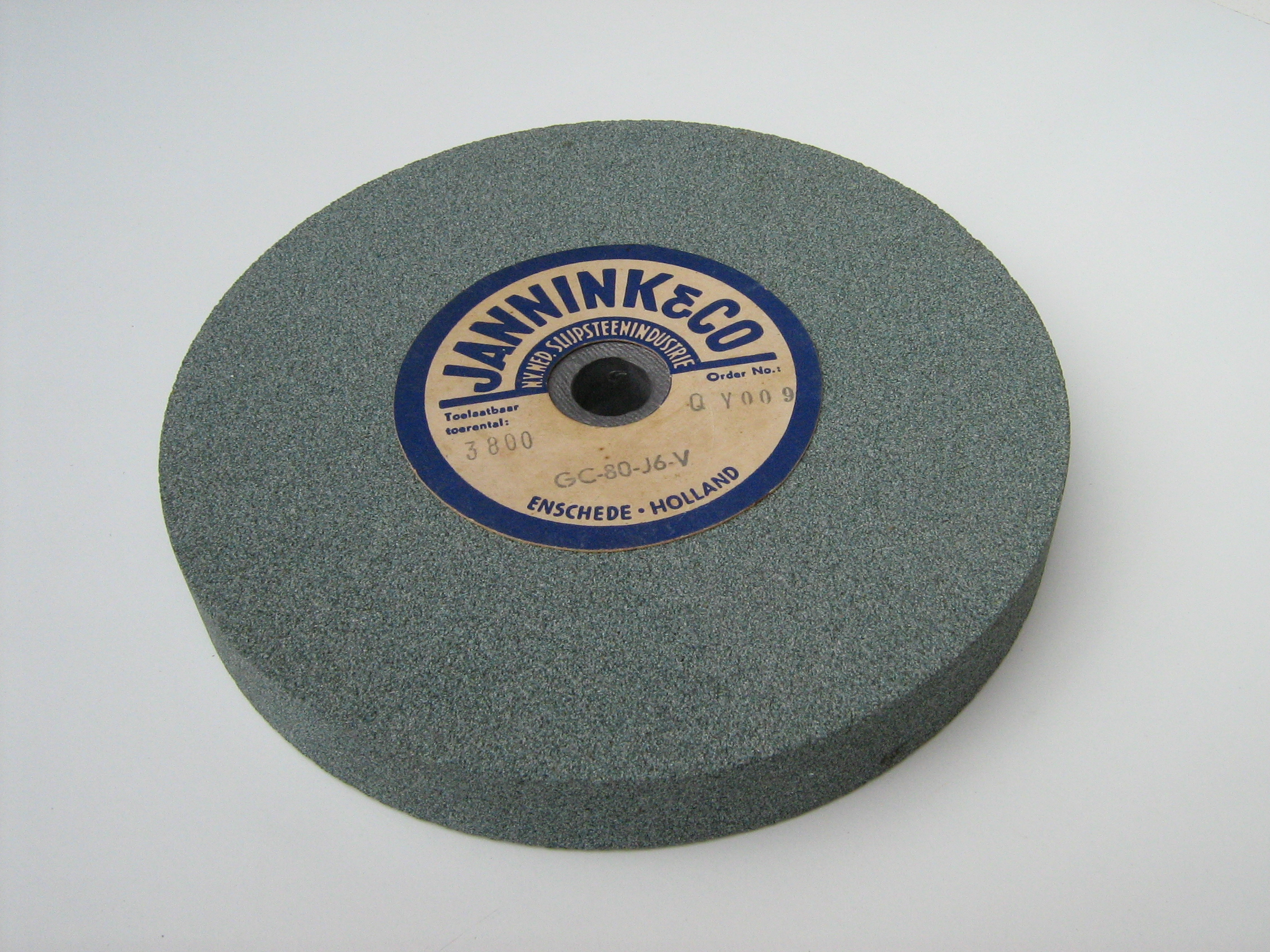
Mola de rectificadora universal.

Segons siguin les característiques de les peces a rectificar s'utilitzen diversos tipus de rectificadores, sent les més destacades les següents:
- Rectificadores planejadores
- Rectificadores sense centres (centerless)
- Rectificadores especials
- Rectificadores universals Arxivat 2011-10-21 a Wayback Machine.

Les màquines rectificadores per peces metàl·liques consisteixen bàsicament en un bastidor que conté una mola giratòria composta de grans abrasius molt durs i resistents al desgastament i al trencament.
La velocitat de gir de les moles és molt elevada, podent arribar a girar a 30.000 rpm, depenent del diàmetre de la mola.
Les rectificadores per a superfícies planes, conegudes com a aplanadores i tangencials són molt simples de manejar, perquè consisteixen en una capçal proveït de la mola i un carro longitudinal que es mou en forma de vaivé, on va subjecta la peça que es rectifica. La peça moltes vegades se subjecta en una plataforma magnètica. Les peces més comunes que es rectifiquen en aquestes màquines són matrius, falques i ajustaments amb superfícies planes.
La rectificadora sense centres (centerless), consta de dues moles i s'utilitzen per a la rectificació de petites peces cilíndriques, com bulons, casquets, passadors, etc. Són màquines que permet automatitzar l'alimentació de les peces i, per tant, tenir un funcionament continu i, per tant, la producció de grans sèries de la mateixa peça. La rectificació sense centres pertany als processos de rectificadora cilíndrica d'exteriors. Al contrari de la rectificació entre centres, la peça no se subjecta durant la rectificació i, per tant, no cal una contraperforació o un mecanisme de fixació en els extrems. En lloc d'això es dona suport a la peça amb el seu superfície sobre la platina de suport i es col·loca entre el disc rectificador que gira ràpidament i la platina regulable petita que es mou lentamente. La platina de suport de la rectificadora (també anomenada regla de suport o regla de direcció) està generalment posicionada així que el centre de l'eix de la peça es troba sobre la línia d'unió entre els punts mitjans del disc regulable i del disc rectificador. Més, la platina de suport està bisellada per sostenir la peça en el disc regulable i el disc rectificador. El disc regulable està fet d'un material tou, per exemple una barreja de cautxú que pot tenir grans durs per garantir la força d'acoblament entre la peça i el disc regulable.
Les rectificadores universals són les rectificadores més versàtils que existeixen perquè poden rectificar tota mena de rectificats en diàmetres exteriors d'eixos, com en forats si s'utilitza el capçal adequat. Són màquines de gran envergadura el capçal portamuelas té un variador de velocitat per adequar-lo a les característiques de la mola que porta incorporat i al tipus de peça que rectifica.

## Característiques constructives de les rectificadores cilíndriques d'última generació
A les modernes rectificadores cilíndriques se'ls exigeix ser d'ultra precisió, de concepció flexible per a aplicacions de rectificació d'exteriors i peces excèntriques. Les màquines poden realitzar processos de rectificat convencional o d'alta velocitat, incorporant els darrers avenços mecànics, elèctrics i de programari. (CNC)
S'estableixen nous estàndards de precisió, velocitat i flexibilitat garantint una producció d'alta fiabilitat i competitivitat. Aquestes màquines inclouen bancada de granit natural, motors integrats en eixos porta-peces i eixos porta-moles, motors de gran part i motors lineals.
El disseny inclou portes de gran accessibilitat per a treballs de preparació de màquina i de manteniment. El concepte modular de la màquina permet la incorporació de sistemes de càrrega automatitzats i la concatenació de diverses unitats en una cèl·lula.
Les modernes rectificadores responen òptimament a la més àmplia varietat d'aplicacions com a eines de tall, hidràulica d'alta precisió, arbres de lleves, petits cigonyals, eixos de caixes de canvis i eixos de transmissió, entre d'altres. La màquines són dissenyades per utilitzar diferents tipus d'abrasius, diamant, CBN, ... per a aplicacions d'alta velocitat.

## Rectificació de lents

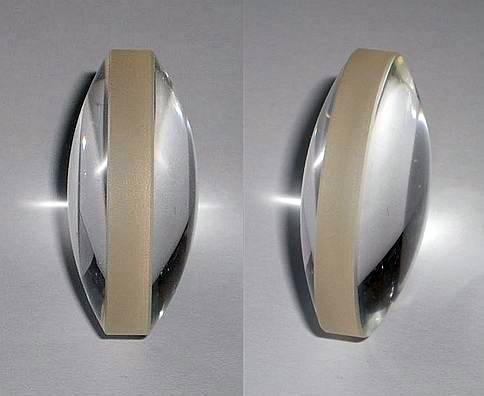
Lent.

En la fabricació de lents l'abrasiu està compost per corindó (cristal·litzat) d'òxid d'alumini d'origen natural o per pols d'esmeril humitejats (Òxid d'alumini amb impureses de ferro). Poden ser necessàries dues o tres operacions de rectificació successives per a la terminació de la lent. El poliment i el lapidatge completen l'acabat superficial.

## Poliment
Per obtenir un òptim acabat de les peces procedents de les operacions de rectificació s'empren màquines polidores que treballen per aplicació de la peça a una superfície abrasiva mòbil, normalment giratòria. El material arrencat en el poliment és pràcticament nul i tot just modifica les dimensions del rectificat.